# Antoni Rosołowicz
Antoni Rosołowicz (ur. 13 lipca 1933 w Wilnie) – polski wioślarz, działacz sportowy, trener, olimpijczyk z Rzymu 1960.
Zawodnik bydgoskich klubów wioślarskich: Kolejowego (1950-1952), AZS (1953-1957) i Towarzystwa Wioślarskiego (od 1958).
Mistrz Polski w :
- dwójce w latach 1953-1954
- dwójce ze sternikiem w roku 1959
- czwórce bez sternika w latach 1959-1960.

Uczestnik mistrzostw Europy w roku:
- 1959 w czwórce bez sternika, która zajęła 7. miejsce
- 1963 w ósemce, która zajęła 6. miejsce.

Na igrzyskach olimpijskich w Rzymie w 1960 roku wystartował w czwórce bez sternika (parterami byli: Benedykt Augustyniak, Bogdan Poniatowski, Kazimierz Neumann), która odpadła w repasażach.
Po zakończeniu kariery sportowej trener i działacz sportowy. W latach 1969–1972 był trenerem kadry olimpijskiej wioślarzy.
Wieloletni (do 2010) prezes Bydgoskiego Towarzystwa Wioślarskiego oraz zastępca dyrektora naczelnego Zakładów Chemicznych „Zachem” w Bydgoszczy (do 1993).
Odznaczony Krzyżem Kawalerskim Orderu Odrodzenia Polski.